# Río Mamriuk (Sajrai)
El río Mamriuk (del ruso: Мамрюк) es un río de la república de Adiguesia, en Rusia, afluente por la derecha del río Sajrai, que vierte sus aguas en el Daj, que desemboca en el Bélaya, tributario del río Kubán.

## Curso
Nace en las vertientes septentrionales del Cáucaso, 11 km al nordeste de Novoprojladnoye (44°10′43″N 40°21′24″E / 44.17861, 40.35667). Tiene unos 10 km de longitud y desemboca en el Sajrai pasado Novoprojladnoye (44°08′55″N 40°17′58″E / 44.14861, 40.29944).